# Arbanasce
Arbanasce (em cirílico: Арбанасце) é uma vila da Sérvia localizada no município de Merošina, pertencente ao distrito de Nišava. A sua população era de 506 habitantes segundo o censo de 2011.

## Demografia
| 1948 | 1953 | 1961 | 1971 | 1981 | 1991 | 2002 | 2011 |
| ---- | ---- | ---- | ---- | ---- | ---- | ---- | ---- |
| 614  | 653  | 724  | 733  | 694  | 679  | 568  | 506  |